# Sitio de Montevideo (1807)
Durante la segunda de las Invasiones Inglesas al Virreinato del Río de la Plata, se produjo el Sitio de Montevideo por las fuerzas invasoras británicas al mando del general Samuel Auchmuty entre el 16 de enero y el 3 de febrero de 1807. En esa última fecha, el jefe invasor logró tomar la ciudad por asalto, la cual pasó a ser temporalmente una colonia británica.

## La primera invasión inglesa
Las invasiones inglesas fueron una serie de expediciones británicas que atacaron a las colonias españolas del Río de la Plata a principios del siglo XIX, como parte de las guerras napoleónicas. En estas se enfrentaban Gran Bretaña contra el Imperio francés y su entonces aliada, España.
Una expedición británica tomó la ciudad de Buenos Aires en junio de 1806, venciendo la débil resistencia de las tropas de línea española, organizada por el virrey Rafael de Sobremonte. Pero fueron vencidos un mes y medio más tarde, por la reacción del pueblo y por el contraataque del general Santiago de Liniers desde Montevideo.
Como consecuencia de la invasión, el cabildo de Buenos Aires decidió impedir al virrey reocupar su puesto en la capital. Este había organizado un ejército en Córdoba, pero había llegado tarde a la Reconquista, en su lugar, Liniers se hizo cargo del mando militar en la capital como comandante de armas.
Sobremonte se dirigió a la Banda Oriental—es decir, la zona ubicada al este del Río de la Plata, que incluía Montevideo—con unos 2500 hombres de caballería. Pero fue muy mal recibido por la población, de modo que se estableció fuera de la ciudad.
Sin embargo, la flota comandada por el almirante Home Riggs Popham había bloqueado los puertos de Buenos Aires, Montevideo y Maldonado, para impedir que la colonia recibiera ayuda de su metrópoli. En respuesta, Liniers organizó a la población civil de Buenos Aires en un gran ejército formado por regimientos de voluntarios milicianos y envió de regreso a Montevideo a las tropas que había llevado de allí para la Reconquista de Buenos Aires.

## Se inicia la segunda invasión
El gobierno inglés había decidido extender la invasión al resto del Virreinato del Río de la Plata. La decisión definitiva se tomó el 22 de septiembre, cuando aún no se sabía que la ciudad había sido reconquistada por los españoles.
Los primeros refuerzos en llegar al Río de la Plata fueron unos 1400 hombres del Regimiento n.º 47 de Infantería, provenientes de Ciudad del Cabo. Tras un leve bombardeo a Montevideo, Popham decidió atacar Maldonado, que contaba con escasas fortificaciones y una guarnición de sólo 250 hombres. El 29 de octubre, los británicos desembarcaron en Maldonado y al cabo de 3 días tomaron control de esta. Los soldados españoles que resistieron este ataque fueron apresados, la población arrestada, y la villa severamente saqueada.
El 5 de enero de 1807 llegó a Maldonado el general Auchmuty, al frente de una expedición oficial 4300 hombres. Nueve días más tarde, la flota británica bloqueaba de cerca de Montevideo.
El 16 de enero se inició el desembarco inglés en la zona del Buceo, a 10 km de Montevideo.
A una legua de allí estaba el campamento de Sobremonte, quien envió a impedirlo un pequeño destacamento de caballería al mando del coronel Allende. Sin embargo, estas tropas hicieron una muy débil resistencia y no pudieron evitar el desembarco. Poco después, Sobremonte llevó su campamento hacia el oeste, a la zona del arroyo Miguelete.

## Combate del Cordón o del Cardal
El gobernador de la ciudad, Pascual Ruiz Huidobro, contaba con una guarnición de sólo 3000 hombres. Aun así, tenía a su favor las fortificaciones de la plaza, y un muy superior número de cañones. Las murallas de la ciudad estaban parcialmente inconclusas, pero podían ser efectivamente defendidas con una estrategia defensiva.
Insólitamente, Ruiz Huidobro optó por la peor estrategia, dada la relación de fuerzas: ordenó el 20 de enero la salida de casi todas sus tropas en un avance frontal hacia las posiciones británicas. Pero la salida resultó aún peor que lo esperado: en el momento en que chocaban las fuerzas, los españoles, casi todos criollos, fueron atacados de flanco, "a quemarropa", en un callejón, por tropas emboscadas en un maizal. Debieron retirarse dejando cientos de bajas en el campo, y con la moral muy disminuida. Esta derrota se conoce como Combate del Cordón o del Cardal.
Las unidades hispanas participantes (2362 hombres) al mando del brigadier Bernardo Lecocq (segundo Comandante el teniente coronel Francisco Javier de Viana), fueron:
- Vanguardia (334 hombres): 2 compañías de Miñones (al mando del teniente de navío José Obregón) y 1 compañía de Marinos (al mando del teniente de navío José Corvera).
- Columna Izquierda (690 hombres): al mando del sargento mayor Juan Antonio Martínez, formada por el Regimiento Fijo de Montevideo (270 h.), Marineros (60 h.), 1.ª Compañía de Cazadores Voluntarios de Montevideo (al mando del comandante Mateo Magariños) (60 h.), Tercio de Húsares del Gobierno (al mando de Hypolite Mordeille) (300 h.) y la Artillería al mando del capitán Colombo con 3 cañones.
- Columna Centro (650 hombres): al mando del comandante Juan Francisco García de Zúñiga, formada por el Batallón de Milicias de Montevideo y la Artillería con 2 cañones.
- Columna Derecha (688 hombres): al mando del coronel Agustín de Pinedo, formada por el Regimiento de Infantería de Buenos Aires (260 h.), 1.ª Compañía de Blandengues de Montevideo (88 h.), Escuadrón de milicianos de Córdoba (100 h.), Escuadrón de milicianos del Paraguay (130 h.), 1.ª Compañía de Cazadores Voluntarios de Montevideo (al mando del sargento mayor Nicólas de Vedia) (70 h.), la 1.ª Compañía de Voluntarios del Yi y Cerro Largo (40 h.) y la Artillería con un obús.

Inmediatamente, Auchmuty cercó la ciudad, sitiándola por completo y aislándola de la campaña circundante.

## Sitio de Montevideo
A pesar de la derrota, los españoles podían resistir mientras lo hicieran las murallas. Los británicos bombardearon durante varios días las posiciones españolas, refugiándose en las edificaciones cercanas—edificaciones clandestinas, ya que estaban prohibidas en las inmediaciones de las murallas, justamente para que no sirvieran de parapetos. En la tarde del 2 de febrero, los cañones británicos lograron abrir una brecha en un pedazo inconcluso de la muralla.
A medianoche del 3 de febrero, el general Auchmuty llevó a todos sus hombres en silencio hasta la brecha. Sus avanzadas la encontraron tapada por grandes fardos de lana y cuero, y tardaron alrededor de una hora en destaparla; para cuando los españoles se dieron cuenta, las tropas británicas estaban ingresando a la ciudad.
La población se unió a las tropas en la defensa de la ciudad, pero los atacantes hicieron valer su mejor preparación y armamento, además de su superioridad numérica. Algo antes del mediodía, la ciudad estaba en manos de los británicos. El sitio había durado 18 días.
Las unidades españolas que defendían la ciudad eran:
- Tercio de Húsares del Gobierno: al mando de Hypolite Mordeille
- Regimiento de Dragones de Buenos Aires: al mando del coronel Agustín José de Pinedo
- Batallón de Voluntarios de Infantería de Montevideo: al mando de Juan Francisco García de Zúñiga
- Tercio de Cántabros: al mando del comandante Matías de Larraya
- Tercio de Miñones: al mando del comandante Rafael Bufarull
- Regimiento Fijo de Montevideo: al mando del teniente coronel Francisco Javier de Viana
- Tercio de Vizcaínos y Tercio de Andaluces: al mando del comandante Miguel Tejada
- Milicias urbanas de Yapeyú.
- Cuerpo de Blandengues de Montevideo: al mando del comandante Cayetano Ramírez
- Cuerpo de Blandengues de Buenos Aires: al mando del comandante Nicolás de la Quintana
- Regimiento de Infantería de Buenos Aires: al mando del comandante Juan Antonio Martínez
- Real Cuerpo de Artillería: al mando del brigadier Francisco de Orduña
- Real Cuerpo de Ingenieros: al mando del brigadier Bernardo Lecocq

## Consecuencias
Los oficiales capturados fueron enviados prisioneros a Londres. La ciudad pasó a ser administrada por Auchmuty, que la usó como base para recibir más refuerzos desde Inglaterra. También ordenó la publicación del periódico Southern Star, o La Estrella del Sur, que encargó a Francisco Cabello y Mesa, como medio de propaganda en favor de los británicos.
Buenos Aires decidió echar casi toda la culpa de la derrota a Sobremonte. Este fue arrestado, y un cabildo abierto decidió deponerlo por impericia en el arte de la guerra. Fue una decisión insólita, ya que se contradecía la voluntad de un rey absoluto en la persona de su representante; fue un notorio antecedente para la Revolución de Mayo, que independizaría el Río de la Plata de España tres años más tarde.
Las fuerzas de Buenos Aires enviadas por Liniers al mando de Cornelio Saavedra, llegaron tarde, y regresaron a la capital. Las fuerzas del coronel Denis Pack ocuparon Colonia del Sacramento, y poco después llegaron nuevos refuerzos, al mando del general John Whitelocke. Este inició poco después la invasión a Buenos Aires.
Si bien lograron vencer a Liniers, de allí en más cometieron toda clase de errores estratégicos, incluyendo una espera inútil de varios días antes de atacar, la división del ataque en columnas paralelas y la orden de llegar a la Plaza de la Victoria sin disparar un tiro. Por ello, la población civil y los regimientos de Buenos Aires, reorganizados por el alcalde Martín de Álzaga, lograron repeler la invasión y obligarlo a firmar una capitulación. Por imposición de Álzaga, ésta incluía la retirada de los británicos de Montevideo, la cual se produjo el 9 de septiembre.
Durante los meses de ocupación, a pesar de los esfuerzos del Consulado de Comercio de Buenos Aires, las mercaderías británicas comenzaron a contrabandearse libremente desde Montevideo. Las mercaderías llegaban a Buenos Aires vía Quilmes y Ensenada de Barragán, a los puertos del río Paraná. Este comercio ilegal se incrementó enormemente en los días anteriores a la retirada británica, lo que aumentó mucho el prestigio del libre comercio en el Río de la Plata.
El Imperio español retuvo la posesión del Virreinato del Río de la Plata, pero las invasiones tuvieron un papel importante en la futura independencia de la actual Argentina y del actual Uruguay.